# 三角定規

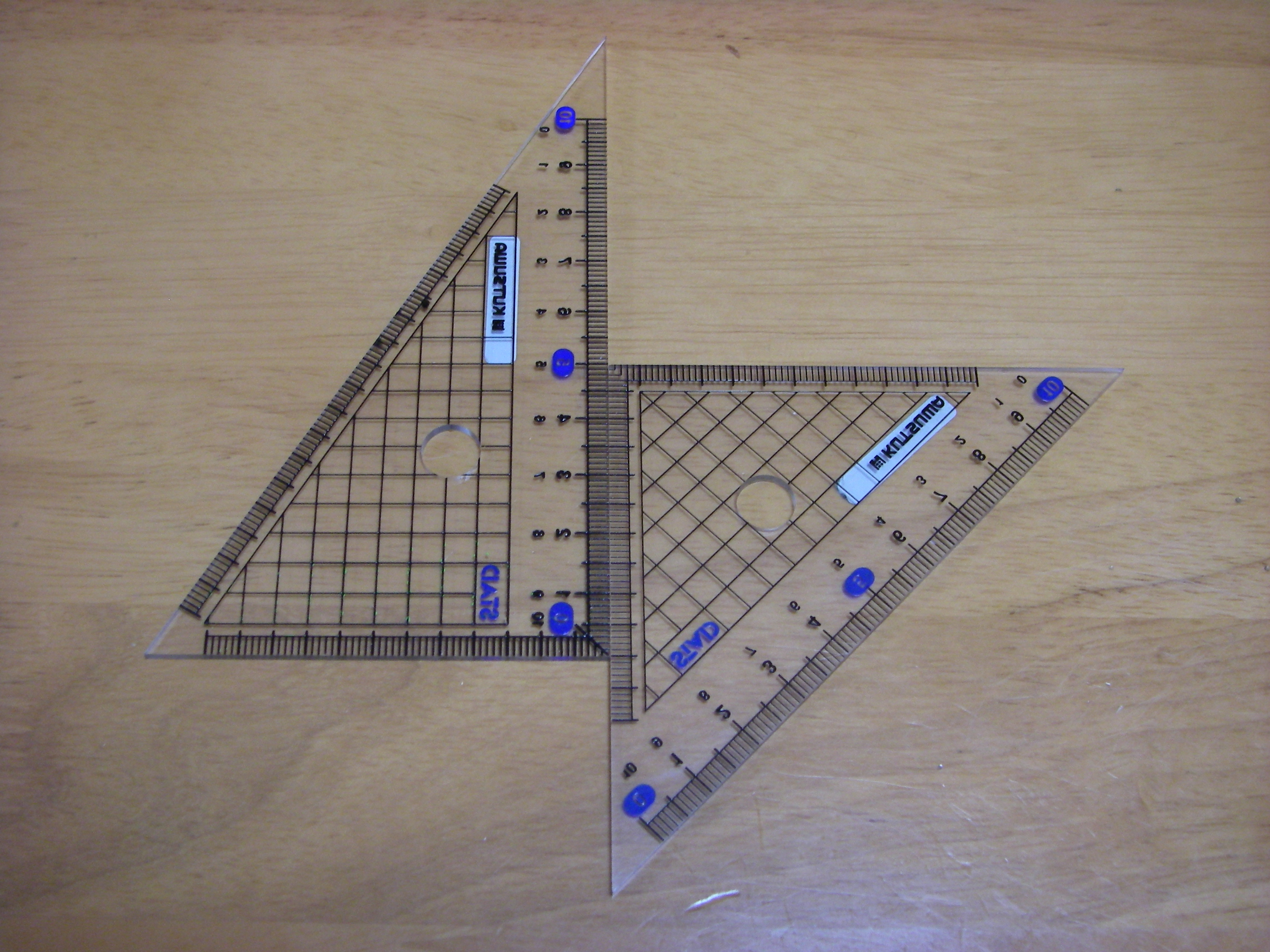
プラスチック製三角定規

三角定規（さんかくじょうぎ）とは三角形の定規のこと。通常、2種類の直角三角形2枚一組で構成される。

## 使用法
製図用に用いられる三角定規は、角が45°・45°・90°（直角二等辺三角形）の三角定規と、角が30°・60°・90°（正三角形の半分、半正三角形）の三角定規の2枚一組となっている。
一組の三角定規において、直角二等辺三角形の斜辺（45°-45°の辺）と、半正三角形の長いほうの隣辺（90°-30°の辺）の長さは等しく、三角定規のサイズ（規格）はこれらの長さで表される。
T定規などとともに平行線や垂線を作図するために用いられる。製図用の定規は斜辺が24cmから30cmほどの大きさで、目盛りが付いていないことが多い。
紙など測定対象との間に空気が残らないよう、中心に穴が開いているものが多い。この穴から空気が逃れるため、紙上にしっかり固定させやすい。
一般向けの三角定規は主に合成樹脂（塩化ビニル樹脂、アクリル樹脂、ポリカーボネートなど）を素材にして作られているものがほとんどであり、木製や金属製のものは稀である。また形状から、竹製のものはない。カッティング用や建築用の物は定規に傷が付きやすいため、アルミ製の物が多い。
直線定規（ものさし）、分度器と並んで教育の現場で広く用いられている文具の一つである。

## 特殊な三角定規
教育目的の黒板用大型の三角定規などでは木製のものも見られる。
かさばる等の欠点を解決するために折りたたみ式三角定規もある。
視覚に障害のある人向けに、目盛が盛り上げてある定規セットが、日本点字図書館より発売されている。